# R.W. Julian
Pour les articles homonymes, voir Julian.
Robert W. « R.W. » Julian (né le 8 décembre 1938) est un numismate, auteur et chercheur américain.

## Études et carrière
Julian fait ses études à l'université de Purdue.
Il commence sa carrière d'écrivain en 1960. Il écrit pour de nombreuses publications numismatiques, notamment Numismatic News, COINage et Coins (magazine). Au cours de sa carrière, il rédigé plus de 1 300 articles sur la numismatique,.
Il écrit plusieurs livres, notamment : Medals of the United States Mint, The First Century, 1792-1892 ; From Rus to Revolution ; Russian Coins Through A Thousand Years ; Medals of the U.S. Assay Commission, 1860-1977 ; et Russian Silver Coinage, 1796-1917.
En 2021, Julian est désigné comme l'une des personnes les plus influentes du monde de la numismatique (1960-2020).

## Distinctions
Julian reçoit plusieurs prix pour sa carrière d'écrivain, dont le Burnett Anderson Memorial Award en 2002, et est élu au temple de la renommée de l'American Numismatic Association en 1998.